# 宮崎鏋三郎

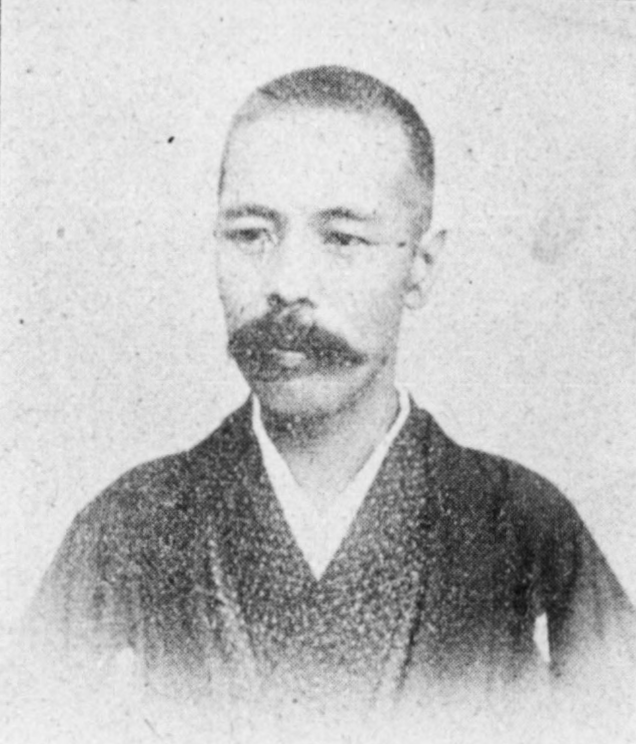
宮崎鏋三郎

宮崎 鏋三郎（みやざき まんざぶろう、1856年11月26日〈安政3年10月29日〉- 1906年〈明治39年〉10月22日）は、日本の弁護士、政治家。衆議院議員。旧姓・岸。

## 経歴
武蔵国足立郡与野町（のち埼玉県北足立郡与野町、現:さいたま市中央区）で、岸左右蔵、いす夫妻の七男として生まれ、1878年、母方の宮崎家を継承。法律学を修め、代言人、浦和組合弁護士となる。
1902年8月、第7回衆議院議員総選挙で埼玉県選挙区から立憲政友会所属で出馬して当選。第8回総選挙には無所属で出馬して当選し、衆議院議員を連続二期務めた。病気療養のため政界を引退し、1906年10月、肺炎のため死去した。

## 親族
- 長男[4] 宮崎一 - 弁護士・衆議院議員